# Улица Вискалю (Рига)
Улица Ви́скалю (латыш. Viskaļu iela) — улица в Северном районе города Риги, в историческом районе Чиекуркалнс. Начинается от перекрёстка с 1-й линией Чиекуркална как продолжение улицы Джутас, пролегает в северо-восточном направлении до пересечения с улицей Спрукстес.

## История
Впервые встречается в картографическом материале за 1902 год под названием Нейгофская улица (нем. Neuhofschstrasse, латыш. Jaunāsmuižas iela). Предположительно, оно связано с первоначальным названием рижского района Яунциемс — Нейгоф (нем. Neuhof).
Своё современное название — в честь села Вискали в Айзкраукльском крае, бывшего волостного центра, улица получила в 1938 году. В дальнейшем переименований улицы не было.
До 2007 года улица Вискалю заканчивалась перекрёстком с улицей Эзермалас, упираясь в бывшую территорию Рижского высшего военного авиационного инженерного училища (РВВАИУ). Решением Рижской думы № 2995 от 23 октября 2007 года улица Вискалю продлена по территории бывшего училища, в направлении Кишэзерса.

## Транспорт

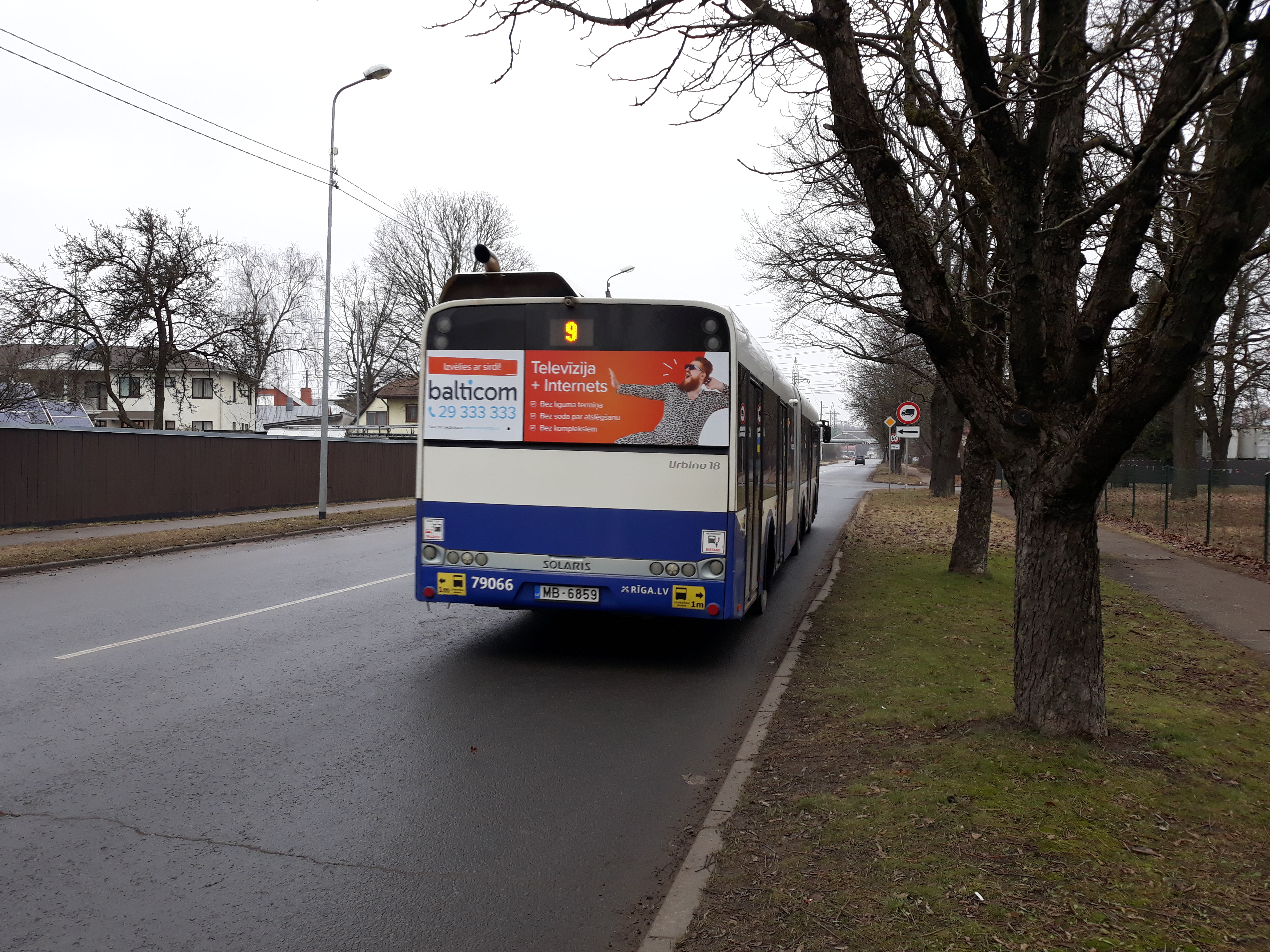
Автобус маршрута № 9 на улице Вискалю

Общая длина улицы составляет 1295 метров. На всём протяжении имеет асфальтовое покрытие, разрешено движение в обоих направлениях. Средняя ширина проезжей части — 11 метров.
По улице Вискалю, почти на всём её протяжении, проходит маршрут автобуса № 9; имеется остановка «Viskaļu iela».

## Застройка
На улице Вискалю преобладают производственные и коммерческие здания; имеется и несколько жилых домов малой этажности. На дальнем отрезке улицы (после пересечения с улицей Эзермалас) сохранились бывшие корпуса РВВАИУ.
- Дом № 13 — транспортная база предприятий «Latvijas Sabiedriskais Autobuss», «Rīgas mikroautobusu satiksme», «Rīgas Taksometru Satiksme»[6].
- Дом № 16 — комплекс корпусов Рижской ТЭЦ-1.
- Дом № 36A — бывший корпус «Б» факультета авиационного оборудования РВВАИУ, ныне арендуемый предприятиями различных отраслей[7].

## Прилегающие улицы
Улица Вискалю пересекается со следующими улицами:
- Чиекуркална 1-я линия
- улица Скултес
- Чиекуркална 2-я линия
- улица Стиенес
- улица Лиепупес
- улица Крустабазницас
- улица Эзермалас
- улица Спрукстес